# Mitch Kupchak
Mitchell Kupchak (24 de maio de 1954) é um americano ex-jogador de basquete e atual presidente de operações de basquete e gerente geral do Charlotte Hornets da National Basketball Association (NBA).
Ele foi membro da Seleção Americana que ganhou a medalha de ouro nos Jogos Olímpicos de 1976. Como jogador profissional, ele ganhou três títulos da NBA - um como membro do Washington Bullets e dois com o Los Angeles Lakers.

## Carreira no ensino médio e na universidade
Kupchak jogou pela Brentwood High School em Nova York. Ele jogou na North Carolina Tar Heels e foi nomeado Jogador do Ano da Atlantic Coast Conference em sua última temporada.
Kupchak jogou na Seleção Americana que ganhou a medalha de ouro nos Jogos Olímpicos de Verão de 1976 em Montreal.

## Carreira na NBA
Kupchak foi selecionado pelo Washington Bullets no Draft da NBA de 1976 e foi nomeado para a Equipe de Novatos da NBA. Ele teve quatro temporadas produtivas com Washington e fez parte da equipe que ganhou o título da NBA em 1978. Ele assinou um contrato de longo prazo com o Los Angeles Lakers em 1981 a pedido de Magic Johnson, que disse ao proprietário Jerry Buss: "Se a gente contratar o Mitch Kupchak, sei que poderíamos vencer”. Com 26 jogos na temporada, Kupchak machucou o joelho e não voltou a jogar até a temporada de 1983-84.
No entanto, Kupchak desempenhou um papel fundamental no titulo do Showtime Lakers em 1985 contra o Boston Celtics. Ele se aposentou após a temporada de 1985-86, tendo jogado 510 jogos na temporada regular e 68 jogos de playoff e tendo médias de 10,2 pontos e 5,4 rebotes (7,7 pontos e 4,7 rebotes nos playoffs). Durante seu jogo final, o Jogo 5 das Finais da Conferência Oeste, uma briga estourou entre o Lakers e o Houston Rockets, que viu Kupchak e Hakeem Olajuwon serem ejetados.

## Carreira como gerente geral
Kupchak se aposentou em 1986 e se tornou o gerente geral assistente dos Lakers (sob o comando de Jerry West). Mais tarde, ele sucedeu West como gerente geral, mas não foi considerado como tendo todos os poderes tradicionais de um GM da NBA até 2000 (quando West renunciou ao cargo de vice-presidente de operações de basquete).
Em 16 de julho de 2003, depois que os Lakers não conseguiram chegar às finais da NBA pela primeira vez em três anos, o primeiro grande negócio de Kupchak foram as aquisições de Karl Malone e Gary Payton (que não conseguiram vencer um título da NBA apesar de longas carreiras de calibre Hall of Fame). Depois de uma série de transações comerciais controversas ao longo dos anos, incluindo a troca de Shaquille O'Neal para o Miami Heat por Lamar Odom, Caron Butler e Brian Grant - bem como a decisão de não trocar o jovem Andrew Bynum pelo armador Jason Kidd — Kupchak enfrentou severas críticas da estrela da franquia, Kobe Bryant, que pediu sua demissão. No entanto, Kupchak ainda contava com o apoio do dono da equipe.
Em fevereiro de 2008, ele fez uma troca que trouxe Pau Gasol do Memphis Grizzlies e ganhou elogios de membros da liga e fãs. Bryant admitiu mais tarde: "Ele vai de F para A-plus". Naquele ano, os Lakers chegou às finais da NBA pela 5ª vez em 9 anos, mas acabou perdendo para o Boston Celtics. Na temporada seguinte, eles voltaram a final e venceram por 4-1 sobre o Orlando Magic.
Em 2009, os Lakers chegaram à sétima final da NBA em 11 anos e venceram contra os Celtics. Em 4 de julho de 2012, após duas eliminações consecutivas nas semifinais da Conferência Oeste, Kupchak contratou Steve Nash. Ele, junto com o proprietário Jerry Buss e o vice-presidente de operações de basquete, Jim Buss (filho de Jerry), também demitiu o técnico Mike Brown e o substituiu pelo ex-técnico de Nash, Mike D'Antoni.
Durante a temporada de 2013-14, Kupchak e os Lakers deram a Kobe Bryant uma extensão de 2 anos e $ 48,5 milhões, apesar de ele ter ficado de fora das quadras devido a uma lesão no tendão de Aquiles. O acordo teria sido endossado pela presidente da equipe, Jeanie Buss. Mike D'Antoni renunciou após a temporada, deixando Kupchak e Jim Buss a tarefa de contratar um terceiro treinador em 4 anos. Eles decidiram pelo ex-armador do Lakers, Byron Scott. Os Lakers anunciou em abril de 2014 que o contrato de Kupchak foi prorrogado por vários anos.
Em 21 de fevereiro de 2017, Kupchak foi demitido do cargo de gerente geral dos Lakers. Em 8 de abril de 2018, ele foi contratado como presidente de operações de basquete e gerente geral do Charlotte Hornets.

## Estatísticas da carreira
| Ano      | Equipe     | PJ  | PT | MPJ  | AP   | 3P   | LL   | RT  | AS  | BR  | TO  | PPJ  |
| -------- | ---------- | --- | -- | ---- | ---- | ---- | ---- | --- | --- | --- | --- | ---- |
| 1976-77  | Washington | 82  |    | 18.5 | .572 |      | .691 | 6.0 | 0.8 | 0.3 | 0.4 | 10.4 |
| 1977-78  | Washington | 67  |    | 26.3 | .512 |      | .697 | 6.9 | 1.1 | 0.4 | 0.6 | 15.9 |
| 1978-79  | Washington | 66  |    | 24.3 | .539 |      | .743 | 6.5 | 1.3 | 0.3 | 0.3 | 14.6 |
| 1979-80  | Washington | 40  |    | 11.3 | .419 | .000 | .693 | 2.6 | 0.4 | 0.2 | 0.2 | 4.7  |
| 1980-81  | Washington | 82  |    | 23.6 | .525 | .000 | .706 | 6.9 | 0.8 | 0.4 | 0.3 | 12.5 |
| 1981-82  | LA Lakers  | 26  | 26 | 31.6 | .573 |      | .663 | 8.1 | 1.3 | 0.5 | 0.4 | 14.3 |
| 1983-84  | LA Lakers  | 34  | 3  | 9.5  | .380 | .000 | .647 | 2.6 | 0.2 | 0.1 | 0.2 | 3.1  |
| 1984-85  | LA Lakers  | 58  | 3  | 12.3 | .504 |      | .659 | 3.2 | 0.4 | 0.3 | 0.3 | 5.3  |
| 1985-86  | LA Lakers  | 55  | 0  | 14.2 | .482 | .000 | .750 | 3.5 | 0.3 | 0.2 | 0.1 | 6.0  |
| Carreira | Carreira   | 510 | 32 | 19.0 | .500 | .000 | .694 | 5.1 | 0.7 | 0.3 | 0.3 | 9.6  |

## Vida pessoal
Kupchak foi introduzido no Hall da Fama de Suffolk na categoria Basquete em 1990. Em 2002, ele foi introduzido no Hall da Fama do Esporte Nacional Polonês Americano. Ele é casado com Claire, com quem teve dois filhos. Sua filha, Alina Claire Kupchak, morreu em 5 de janeiro de 2015, após uma longa doença. Seu filho Maxwell jogou na Universidade da Califórnia em Santa Bárbara.